# Legenere valdiviana
Legenere valdiviana là loài thực vật có hoa trong họ Hoa chuông. Loài này được (Phil.) E.Wimm. mô tả khoa học đầu tiên năm 1953.